# The Poison: Live at Brixton
The Poison: Live at Brixton är ett musikvideoalbum från 2006 av Bullet for My Valentine. Det är inspelat under en konsert i Brixton den 28 januari 2006.

## Låtlista
1. "Intro"
2. "Her Voice Resides"
3. "4 Words (To Choke Upon)"
4. "Suffocating Under Words of Sorrow (What Can I Do)"
5. "All These Things I Hate (Revolve Around Me)"
6. "The Poison"
7. "Spit You Out"
8. "Cries in Vain"
9. "Just Another Star"
10. "Tears Don't Fall"
11. "No Control"
12. "Hand of Blood"
13. "The End"